# Alla utom vi
Alla utom vi är en svensk TV-serie från 2021, skapad av Erik Johansson. Den är baserad på den kanadensiska tv-serien How to Buy a Baby från 2017. Första säsongen av serien hade premiär på streamingtjänsten Discovery+ den 2 februari 2021. Andra säsongen hade premiär på streamingtjänsten Max den 21 maj 2024.

## Handling
Serien handlar om Hilma och Ola som försöker allt för att bli gravida. Man får följa med i deras känslomässiga liv med längtan och svårigheten att få barn. Ola och Hilma går igenom allt från danska spermadonatorer,  pinsamma familjemiddagar och vänner som säger hur "himla enkelt" det är att skaffa barn.

## Rollista (i urval)
| - Alba August – Hilma - Björn Gustafsson – Ola - Janna Granström – Zora - Christopher Wagelin – Simon - Sandra Huldt – Frida - Eva Fritjofson – Sylvia - Göran Ragnerstam – Åke - Lia Boysen – Ulla - Niklas Falk – Stig - Maja Rung – Sofia - Dennis Önder – Bahador - Erik Johansson – Goliat Äppelblom | - David Lenneman – Doktor Lindgren - Edvin Törnblom – Sjuksköterska - Malin Cederbladh – Barnmorskan Gerd - Sven Ahlström – Donationsskötare - Dilan Apak – Elin - Celie Sparre – Johanna - Adam Lundgren – Viktor - Ellen Jalonen-Mörck – Dotter - Sami Viitanen – Son - Dejmis Rustom Bustos – David - Emma Molin – Chef - Matilda Ragnerstam – Brita |